# 仲丁胺
仲丁胺是一种有机化合物（更確切地，一種胺），分子式为CH3CH2CH(NH2)CH3。它是一种无色液体。仲丁胺是丁烷的四個异构胺之一，其他是正丁胺、叔丁胺和异丁胺。仲丁胺具有手性，因此可以以两种对映异构体之一的形式存在。

Bromacil是一种商业除草剂，由仲丁胺制成。

仲丁胺用于一些杀虫剂的生产中。

## 安全
一級烷基胺的LD50（大鼠）为 100 – 1 毫克/公斤。 